# Copa Mundial de Fútbol Playa 1997
La Copa Mundial de Fútbol Playa 1997 fue la tercera edición de este torneo de fútbol playa invitacional celebrado en Copacabana, Brasil. el cual contó con la participación de 8 selecciones nacionales, incluyendo por primera vez a un representante de Asia.
Brasil derrotó otra vez a Uruguay en la final para coronarse campeón por tercera edición consecutiva.

## Participantes
| - Italia - Portugal - Francia - Uruguay | - Argentina - Estados Unidos - Japón - Brasil |

## Fase de grupos

### Grupo A
| Team      | Pts | Pld | W | D | L | GF | GA | GD |
| --------- | --- | --- | - | - | - | -- | -- | -- |
| Uruguay   | 6   | 3   | 2 | 0 | 1 | 12 | 10 | 2  |
| Argentina | 6   | 3   | 2 | 0 | 1 | 10 | 8  | 2  |
| Italia    | 3   | 3   | 1 | 0 | 2 | 8  | 8  | 0  |
| Francia   | 3   | 3   | 1 | 0 | 2 | 7  | 10 | -3 |

| Equipo 1  | Resultado | Equipo 2  |
| --------- | --------- | --------- |
| Uruguay   | 5-4       | Argentina |
| Italia    | 4-1       | Francia   |
| Francia   | 5-3       | Uruguay   |
| Argentina | 3-2       | Italia    |
| Francia   | 1-3       | Argentina |
| Uruguay   | 4-2       | Italia    |

### Grupo B
| Team           | Pts | Pld | W | D | L | GF | GA | GD  |
| -------------- | --- | --- | - | - | - | -- | -- | --- |
| Brasil         | 9   | 3   | 3 | 0 | 0 | 27 | 8  | 19  |
| Estados Unidos | 6   | 3   | 2 | 0 | 1 | 12 | 11 | 1   |
| Portugal       | 3   | 3   | 1 | 0 | 2 | 14 | 18 | -4  |
| Japón          | 0   | 3   | 0 | 0 | 3 | 5  | 21 | -16 |

| Equipo 1       | Resultado | Equipo 2       |
| -------------- | --------- | -------------- |
| Japón          | 3-12      | Brasil         |
| Estados Unidos | 7-5       | Portugal       |
| Portugal       | 2-10      | Brasil         |
| Estados Unidos | 2-1       | Japón          |
| Brasil         | 5-3       | Estados Unidos |
| Portugal       | 7-1       | Japón          |

## Fase final

### Semifinales
| Equipo 1 | Resultado | Equipo 2       |
| -------- | --------- | -------------- |
| Uruguay  | 6-5       | Estados Unidos |
| Brasil   | 14-3      | Argentina      |

### Tercer lugar
| Equipo 1       | Resultado | Equipo 2  |
| -------------- | --------- | --------- |
| Estados Unidos | 5-1       | Argentina |

### Final
| Equipo 1 | Resultado | Equipo 2 |
| -------- | --------- | -------- |
| Uruguay  | 2-5       | Brasil   |

## Campeón
| Copa Mundial de Fútbol Playa 1997 |
| --------------------------------- |
| Bandera de Brasil                 |
| Brasil 3º Título                  |

## Posiciones finales
| Pos. | Selección      |
| ---- | -------------- |
| 1    | Brasil         |
| 2    | Uruguay        |
| 3    | Estados Unidos |
| 4    | Argentina      |
| 5    | Italia         |
| 6    | Portugal       |
| 7    | Francia        |
| 8    | Japón          |

## Premios

### Goleador
| Pos. | Nombre         | Goles |
| ---- | -------------- | ----- |
| 1=   | Júnior         | 11    |
| 1=   | Venancio Ramos | 11    |

### Mejor Jugador
| Nombre |
| ------ |
| Júnior |

### Mejor Portero
| Nombre       |
| ------------ |
| Paulo Sérgio |